# Briarcliff (Teksas)
Briarcliff je selo u američkoj saveznoj državi Teksas. Prema popisu stanovništva iz 2010. u njemu je živjelo 1.438 stanovnika.